# Anacostia (Washington D. C.)
Anacostia es un barrio histórico de Washington D. C. Su centro está localizado en la intersección de Good Hope Road con Martin Luther King, Jr. Avenue. El barrio está situado en el cuadrante sureste de la ciudad al este del río Anacostia, llamado así por el nombre de la zona. Al igual que otros cuadrantes de Washington, la zona sureste aglutina gran número de barrios conocidos como el de Capitol Hill. Anacostia está incluido dentro del distrito histórico por el Registro Nacional de Lugares Históricos desde 1978. A menudo se tiende a utilizar por error el nombre de Anacostia para referirse a toda la parte del sureste del río.

## Historia

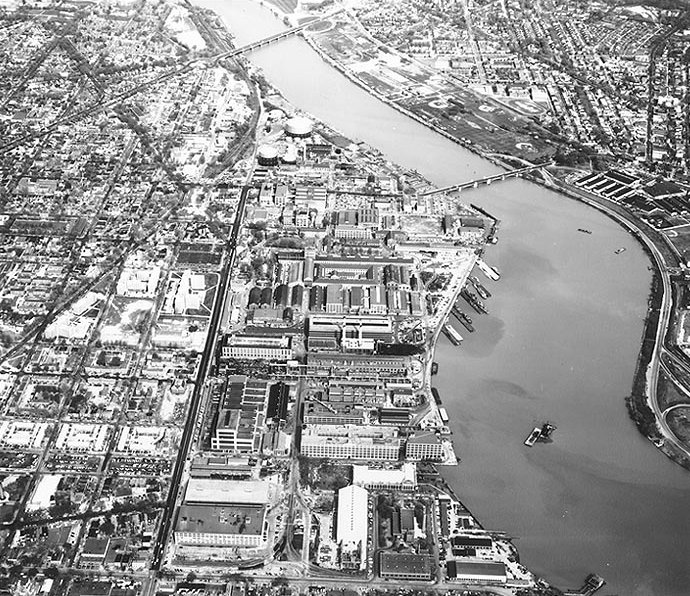
Vista aérea de la base naval en 1960 sobre el río Anacostia.

El término "Anacostia" procede de un anglicismo para referirse al asentamiento nativo de los Nacochtank que estaban asentados junto al río Anacostia. En 1608, el Capitán John Smith viajó por la orilla este del Anacostia tras confundir tal río con el afluente del Potomac.
En 1854 se incorporó el núcleo de lo que ahora es el distrito histórico de Anacostia como Uniontown y fue uno de los primeros suburbios del Distrito de Columbia. [El barrio] Fue creado como centro financiero para la clase obrera de la ciudad, cuya mayoría fue empleada para trabajar en los astilleros navales de Washington; en aquel entonces el distrito estaba a las afueras de la ciudad construida con mano de obra barata. La subdivisión inicial de 1854 llevó a los convenios a aplicar severas restricciones respecto a la venta, alquiler o cesión para todo aquel que fuera descendiente de áfricanos o irlandeses. El abolicionista Frederick Douglass, a menudo llamado: "el sabio de Anacostia" le compró a Cedar Hill la propiedad de Uniontown y en 1877 se fue a vivir allí hasta su fallecimiento en 1895. El hogar de Douglass sigue siendo considerado lugar de interés histórico por la zona.
Durante la guerra civil estadounidense, el barrio fue blindado por varios fuertes construidos por el suroeste de las colinas de la localidad. Una vez concluido el conflicto, se procedieron a desmantelar las estructuras y les fueron devueltas las tierras a sus respectivos propietarios.
Anacostia, que siempre formó parte del Distrito de Columbia, pasó a ser parte de la ciudad de Washington en 1878.

### Gran Depresión
En 1932, durante la Gran Depresión, los veteranos de la I Guerra Mundial que se encontraban en paro marcharon hacia Washington desde diferentes puntos del país para exigir el plus de paga que les prometieron. El suceso se conoció como el Movimiento de Bonos del Ejército. Varios manifestantes acamparon a lo largo del río y las zonas pantanosas del Anacostia y posteriormente en Fairlawn Park. Ante el temor de posibles disturbios, el Gobierno tuvo dar órdenes a los militares para intervenir las protestas de Pennsylvania Avenue de donde fueron dispersados por el General del ejército Douglas MacArthur bajo órdenes del presidente Herbert Hoover.

### Años de la posguerra
La población predominante de Anacostia continuó siendo la euroamericana hasta finales de los años 50 y principios de los 60 con un 87% de personas de raza blanca. Durante los años 60 se construyó la autopista I-295. Tal infraestructura separó el barrio de los muelles del río. En el mismo barrio se construyeron apartamentos. A causa de la emigración por parte de los ciudadanos de clase media del barrio que aprovecharon la oportunidad de mudarse a otros suburbios tras la posguerra, la población demográfica cambió radicalmente y la raza mayoritaria empezaba a ser afroamericana y con ellos llegó la degradación de la zona.

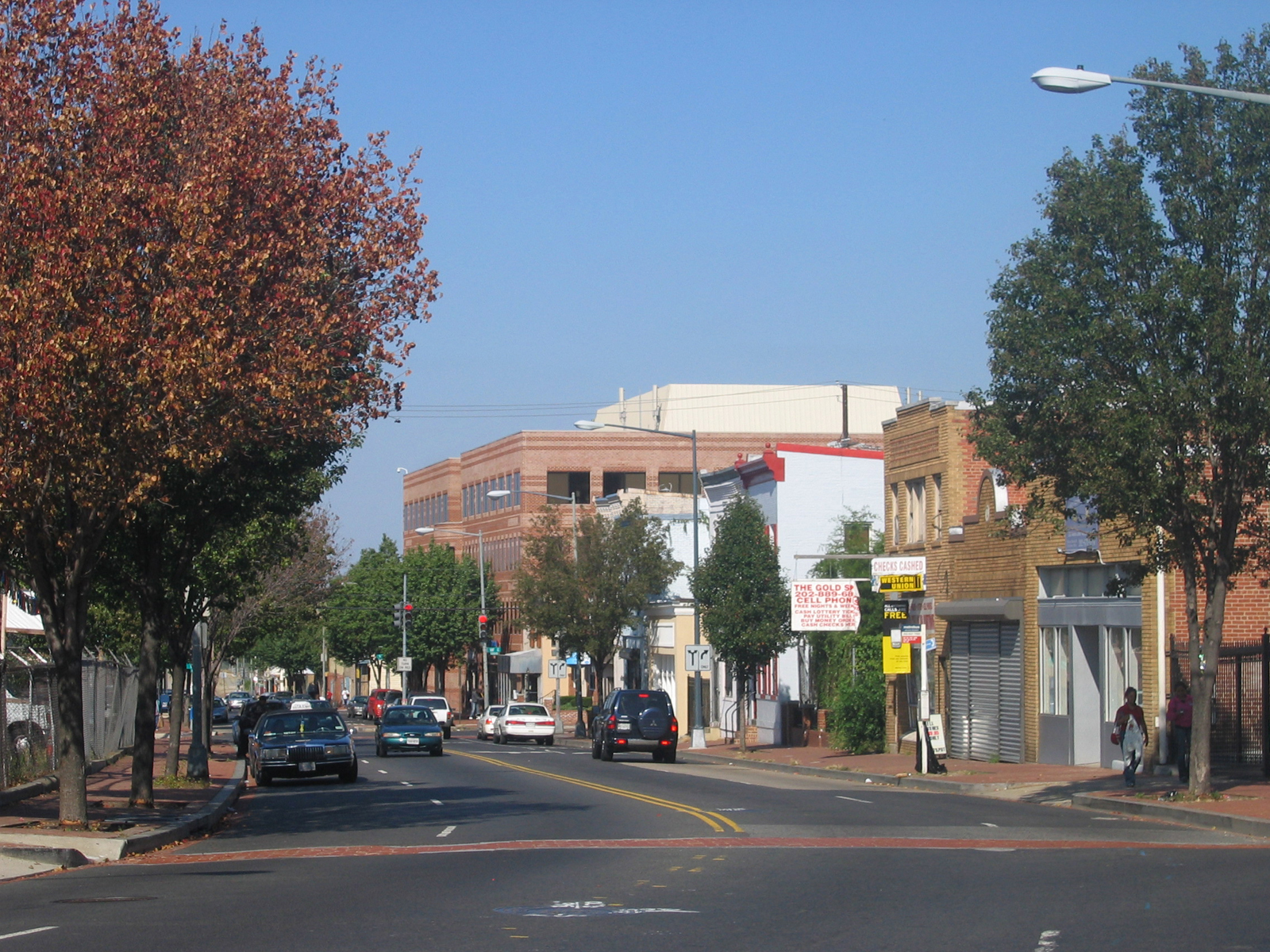
Imagen de Martin Luther King Avenue.

Aunque el barrio estaba autoabastecido con varios establecimientos de compra, alimentación y entretenimiento, el desarrollo comenzó a menguar hasta decaer. Los residentes a menudo iban a otros barrios o al centro de Washington para conseguir esos servicios. Sin embargo dispone de varias zonas de ocio como la pista de patinaje del Fort Dupont Park y un "centro de enseñanza y de tenis" en el que se combina tareas escolares con deportes en Congress Heights.
En 2005, la asociación Building Across the River inauguró un campus de artes y de recreación de 10 km² (110 mil pies²) que acabaría siendo la sede de 11 ONGs y que compartían el objetivo de ayudar a niños y adultos a sacar todo su potencial. A las actividades lúdicas se añaden eventos veraniegos gratis de conciertos de Jazz de manera semanal en el Fort Dupont Park y el desfile anual por el aniversario de Martin Luther King a lo largo de la Dr. King's Avenue. En enero de 2007 se inauguró un nuevo hipermercado para abastecer a los vecinos.

## Industria
El extenso terreno permite incluir una base aérea y otra naval.
En el año 2000 se iniciaron los planes de regeneración de 45 acres (180 km²) del muelle del río Anacostia y promover a la comunidad a que aprecie uno de los recursos naturales más grandes del Distrito de Columbia.
Tales proyectos incluyen rehabilitar parques y reforestar bosques, zonas de amarre para canoas, un parque de recreo, un memorial para las víctimas de los atentados del 11 de septiembre de 2001 y un centro de educación medioambiental.